# Пентаборат натрия
Пентаборат натрия — неорганическое вещество, соль щелочного металла натрия и полиборной кислоты с формулой NaB5O8. Бесцветные кристаллы. Образует кристаллогидраты.

## Получение
- Сплавление тетрабората натрия с оксидом бора:

{\displaystyle {\mathsf {Na_{2}B_{4}O_{7}+3\ B_{2}O_{3}\ {\xrightarrow {700^{o}C}}\ 2\ NaB_{5}O_{8}}}}

## Физические свойства
Пентаборат натрия образует бесцветные гигроскопические кристаллы хорошо растворимые в воде.
При кристаллизации из водных растворов образует кристаллогидраты: NaB5O8•5H2O, NaB5O8•4H2O, NaB5O8•2H2O и NaB5O8•H2O
Наиболее изучен пентагидрат пентабората натрия, который образует кристаллы моноклинной сингонии, пространственная группа C 2/c, параметры ячейки a = 1,1119 нм, b = 1,6474 нм, c = 1,3576 нм, β = 112,83, Z = 16.

## Химические свойства
- Из водных растворов выпадает пентагидрат, который при нагревании разрушается в несколько стадий:

{\displaystyle {\mathsf {NaB_{5}O_{8}\cdot 5H_{2}O\ {\xrightarrow[{-H_{2}O}]{106^{o}C}}\ NaB_{5}O_{8}\cdot 4H_{2}O\ {\xrightarrow[{-H_{2}O}]{117^{o}C}}\ NaB_{5}O_{8}\cdot 2H_{2}O\ {\xrightarrow[{-H_{2}O}]{308^{o}C}}\ NaB_{5}O_{8}\cdot H_{2}O\ {\xrightarrow[{-H_{2}O}]{350^{o}C}}\ NaB_{5}O_{8}}}}
- При сильном нагревании разлагается:

{\displaystyle {\mathsf {NaB_{5}O_{8}\ {\xrightarrow {785^{o}C}}\ NaBO_{2}+2\ B_{2}O_{3}}}}
- Разлагается кислотами:

{\displaystyle {\mathsf {NaB_{5}O_{8}+HCl+7\ H_{2}O\ {\xrightarrow {\ }}\ NaCl+5\ B(OH)_{3}}}}
- и щелочами:

{\displaystyle {\mathsf {NaB_{5}O_{8}+4\ NaOH+8\ H_{2}O\ {\xrightarrow {\ }}\ 5\ Na[B(OH)_{4}]}}}

## Применение
- Дефолиант для хлопка.
- Как компонент гербицидов.
- Пропитка для огнестойких тканей.
- Микроудобрение.